# Mitteilung der Thüringischen Botanischen Gesellschaft
Mitteilung der Thüringischen Botanischen Gesellschaft (abreviado Mitt. Thüring. Bot. Ges.) fue una revista con ilustraciones y descripciones botánicas que fue editada en Weimar desde 1949 hasta 1960 y reemplazada por Häussknechtia.